# John Hung Shan-chuan
John Hung Shan-chuan SVD (chiń. 洪山川; pinyin Hóng Shānchuān; ur. 20 listopada 1943 na Peskadorach) – tajwański duchowny katolicki, arcybiskup Tajpej w latach 2007–2020.

## Życiorys

### Prezbiterat
Święcenia kapłańskie otrzymał 23 czerwca 1973. Był m.in. krajowym duszpasterzem młodzieży pracującej oraz wykładowcą na tajwańskich uniwersytetach. Pełnił także funkcję wiceprowincjała.

### Episkopat
16 stycznia 2006 został mianowany biskupem diecezji Jiayi. Sakry biskupiej udzielił mu kard. Paul Shan Kuo-hsi.
9 listopada 2007 Benedykt XVI mianował go arcybiskupem archidiecezji Tajpej.
23 maja 2020 Franciszek przyjął jego rezygnację z pełnionego urzędu.